# Cervenia
Cervenia is een Roemeense gemeente in het district Teleorman.
Cervenia telt 3165 inwoners.